# Plug (Schmuck)

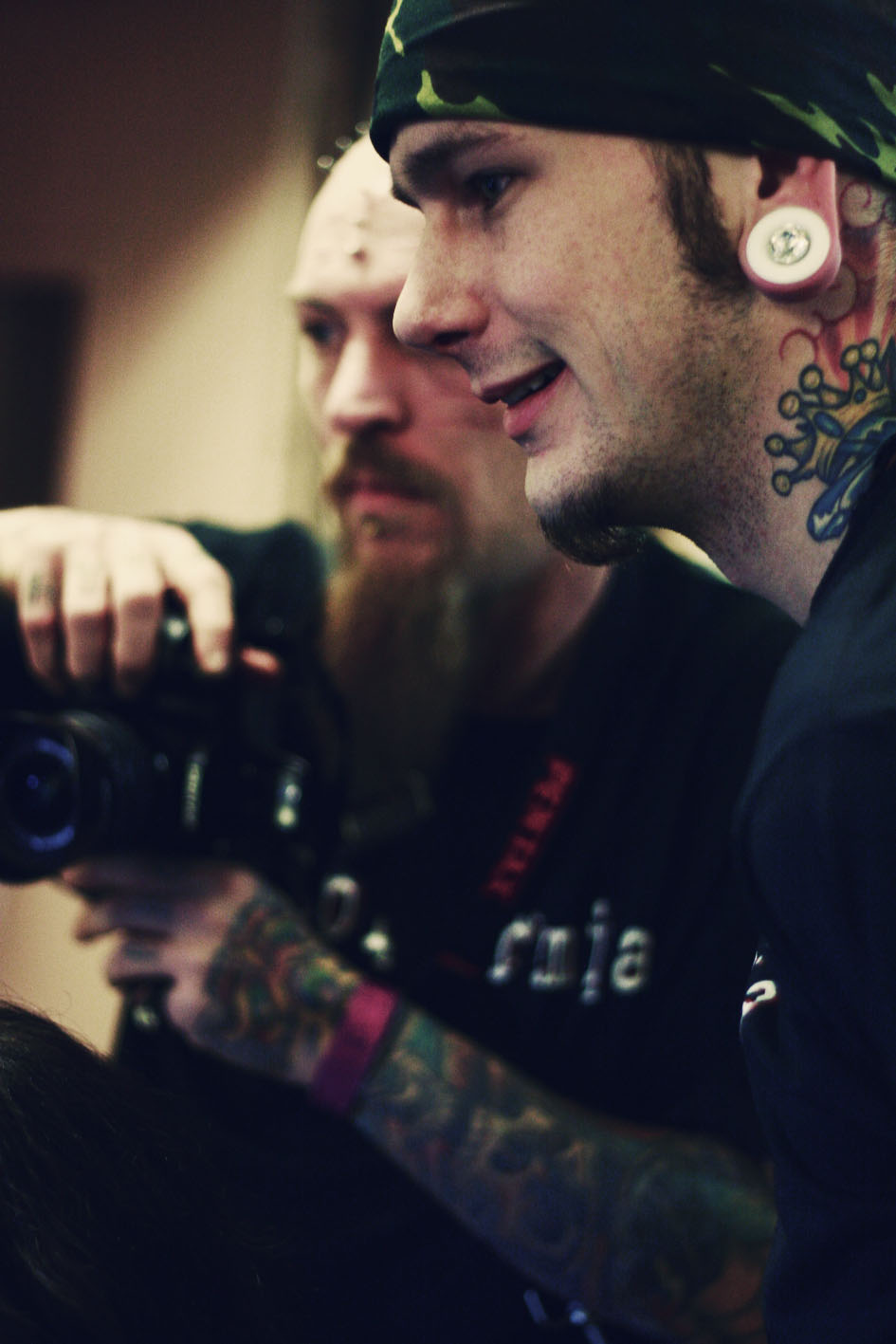
Mann mit modernem Plug im Ohrloch (Earplug)

Ein Plug (engl. für Pflock) ist eine besondere Form des Piercingschmucks. Plugs sind runde, scheiben- bzw. zylinderförmige Objekte, die an den Seiten einen größeren Durchmesser besitzen als in der Mitte und die Piercingöffnung vollständig ausfüllen. Das Tragen von Plugs ist in der Regel erst nach dem Weiten des Piercings möglich.

## Geschichte

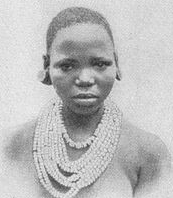
Afrikanerin mit Ohrplugs

Bereits im antiken Ägypten wurden Plugs von beiden Geschlechtern in den Ohrläppchen getragen. Die Inka trugen Plugs aus Gold oder Silber, welche oftmals als Statussymbole dienten. Die Ohrläppchen wurden dazu auf mehrere Zentimeter aufgedehnt. Der spanische Name für die Inka lautete orejones, was so viel bedeutet wie „große Ohren“.
Auch heute noch sind traditionelle Plugs bei vielen indigenen Völkern verbreitet. Die Miao und Hmong in Südostasien tragen Plugs aus Elfenbein, bei den Akha in Vietnam sind Plugs aus Silber bei der weiblichen Bevölkerung verbreitet.
Im westlichen Kulturkreis etablierten sich Plugs erst Mitte der 1990er Jahre als Schmuckform für geweitete Piercings.

## Formen und Größen

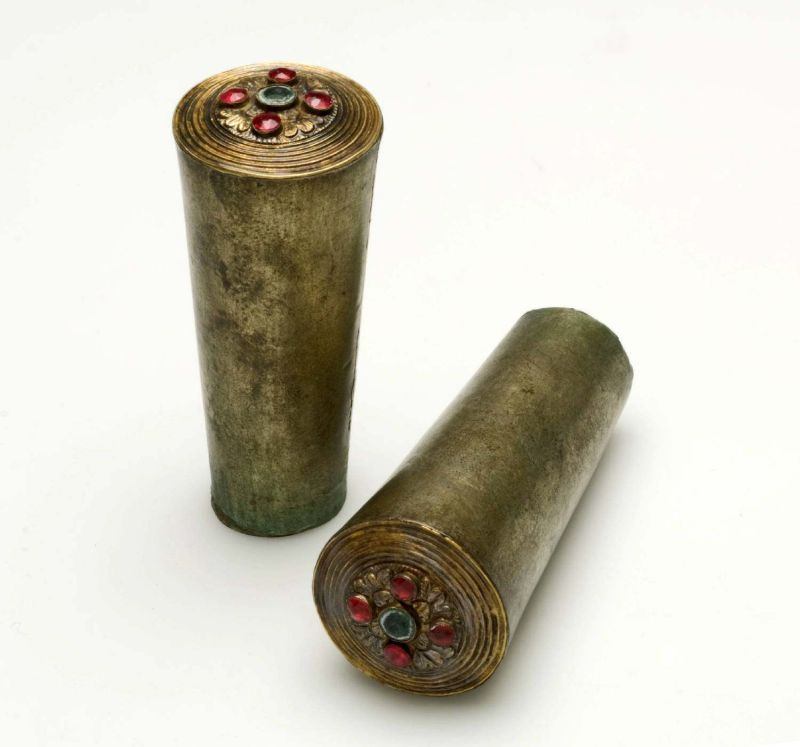
Ohrstecker aus Bali von vor 1934

Plugs können in zwei verschiedenen Ausführung gefertigt werden. Man unterscheidet zwischen zylindrischen straight plugs und hyperbolisch flared/double flared plugs:
- straight plug: hierbei handelt es sich um ein einfaches, zylindrisches Objekt. Der Plug wird durch O-Ringe oder Schraubverschlüsse in Position gehalten. Straight plugs ohne Ring oder Verschluss werden ribbed plugs (von engl. rib - Rippe) genannt und haben an beiden Enden einen erhöhten Rand, der den Plug in Position hält.
- flared plug: der Plug ist hyperbolisch geformt, d. h., er ist in der Mitte schmaler als an den Seiten. Dies führt dazu, dass der Plug allein durch seine Form in der gewünschten Position bleibt.

Die Größe des Plug kann zwischen wenigen Millimetern und mehreren Zentimetern variieren. Meist beginnen die Standardgrößen bei vier Millimetern. Größenangaben erfolgen entweder in Millimeter Durchmesser, Zoll oder Gauge.
| Millimeter | Gauge  | Zoll  |
| ---------- | ------ | ----- |
| 4,0 mm     | 6 g    | 5/32″ |
| 5,0 mm     | 4 g    | 3/16″ |
| 6,0 mm     | 2 g    | 1/4″  |
| 8,0 mm     | 0 g    | 5/16″ |
| 10,0 mm    | 00 g   | 3/8″  |
| 11,0 mm    | 000 g  | 7/16″ |
| 12,7 mm    | 0000 g | 1/2″  |

## Material
Jedes für Piercingschmuck verwendete Material wie Titan, Edelstahl, Niob, PTFE kann auch für Plugs verwendet werden. Insbesondere bei Plugs sind jedoch organische Materialien, beispielsweise Horn und Ebenholz beliebt. Häufig werden auch Minerale oder Quarze verarbeitet.

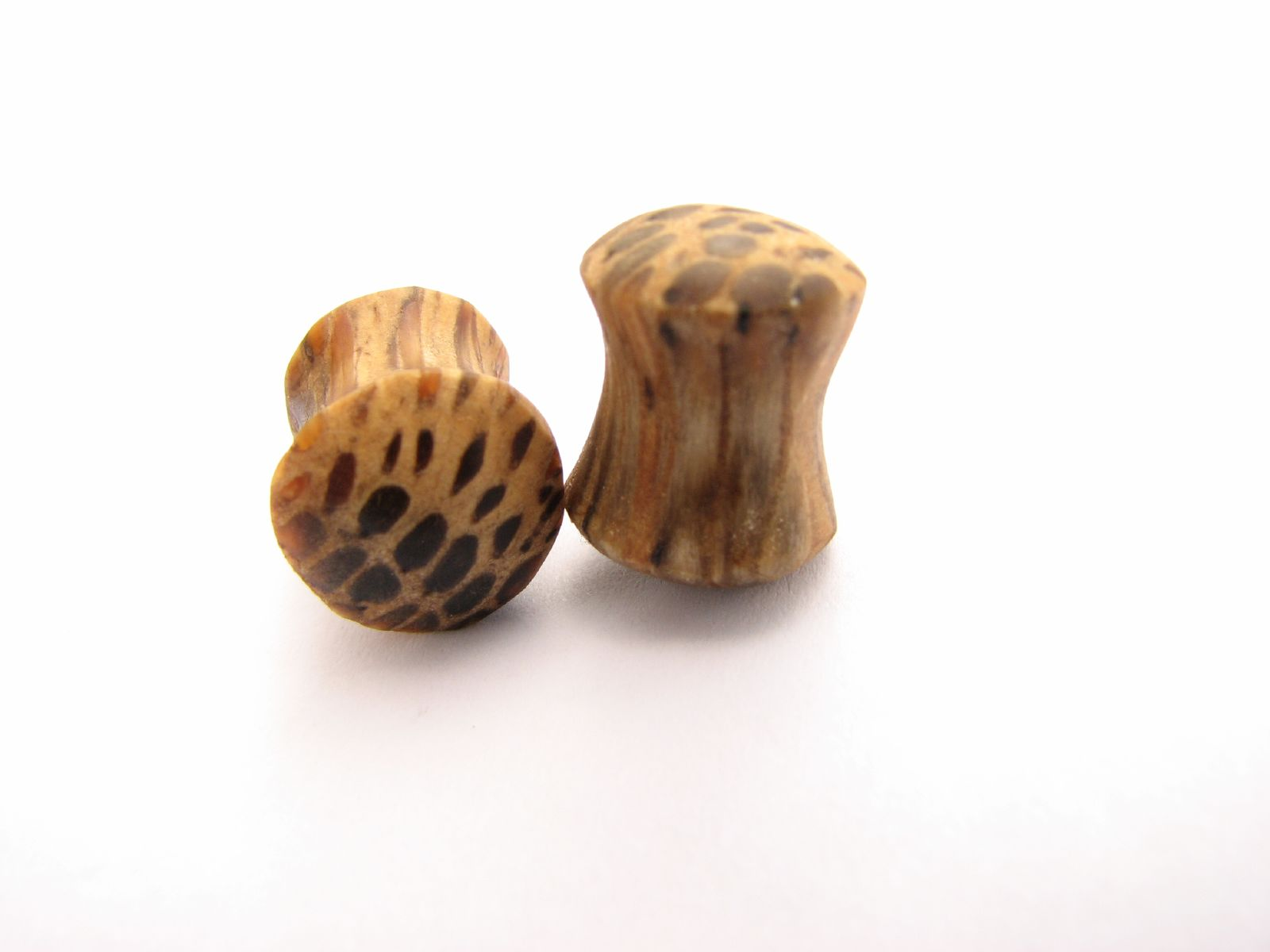
Flared plugs aus Palmenholz
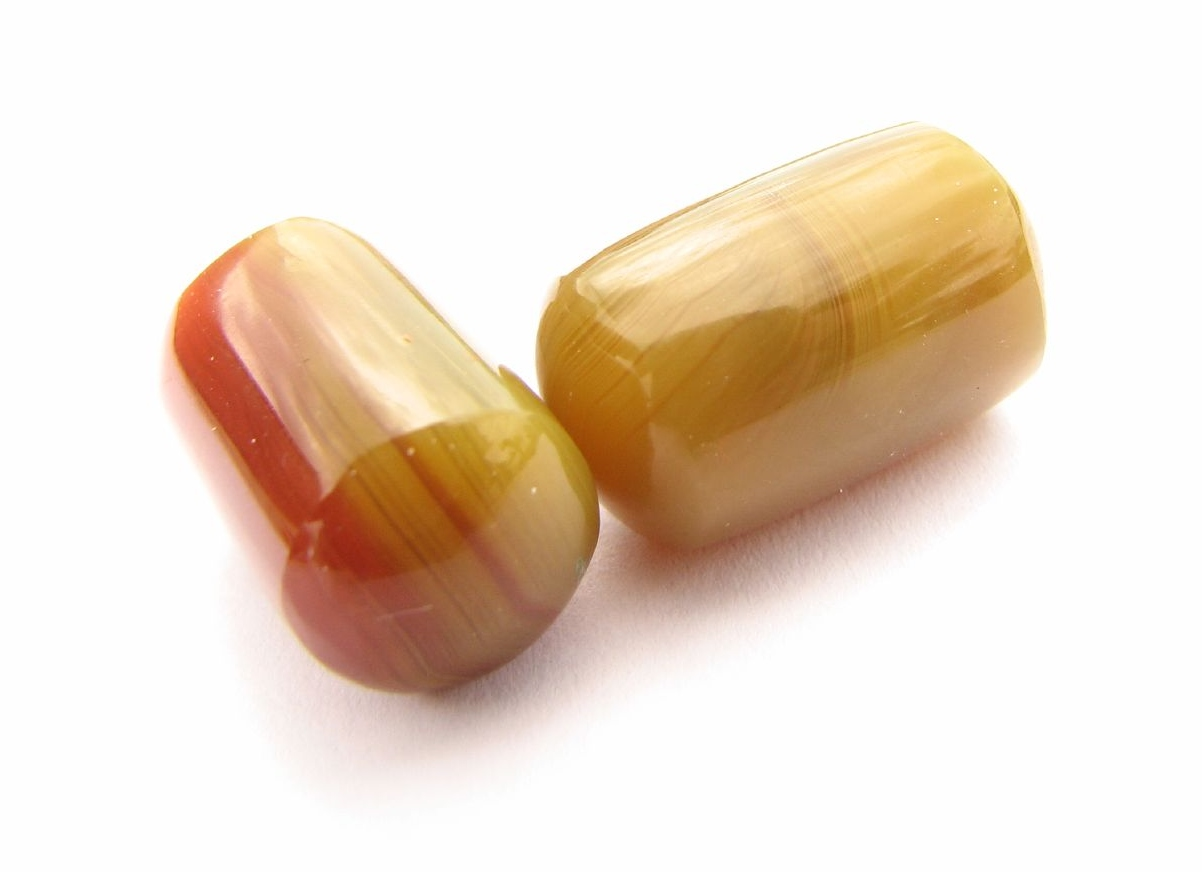
Plugs aus Achat
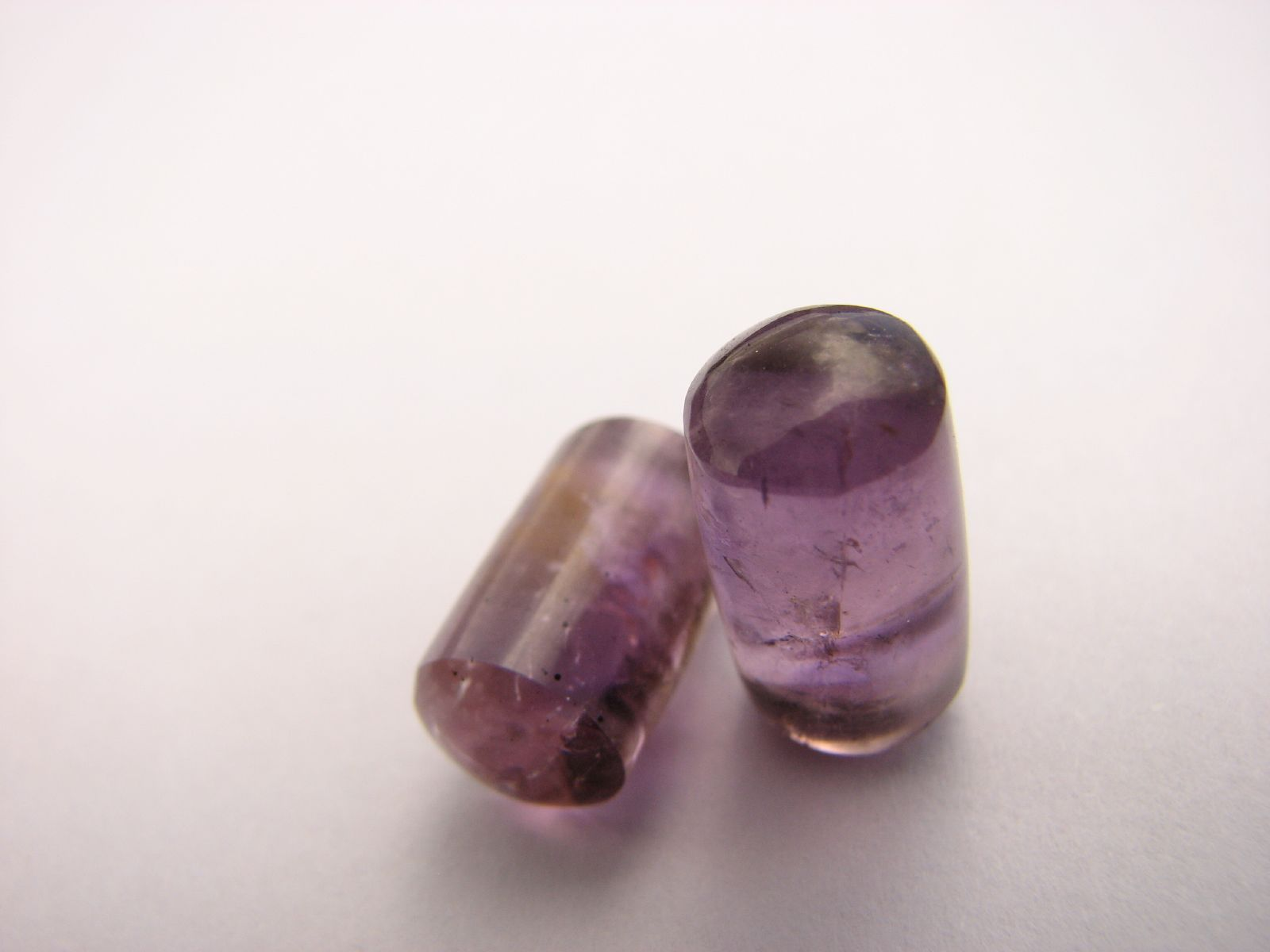
Plugs aus Amethyst

## Ähnliche Formen
Eine häufig alternativ zum Plug getragene Schmuckvariante ist der Fleshtunnel. Dieser bildet einen offenen Kanal, der es ermöglicht, durch den Stichkanal hindurchzuschauen.

Vergleichbar mit dem Plug werden vor allem bei indigenen Völkern in Afrika Lippenteller für gedehnte Labret-Piercings getragen.